# Вибухові речовини, що містять воду
Вибухові речовини, що містять воду (рос. водосодержащие взрывчатые вещества, англ. explosive slurry, нім. wasserhaltige Sprengstoffe) — вибухові речовини на основі амонійної селітри, пластифіковані водною желатиною. Вперше запропоновані американським вченим М. А. Куком в 50-х рр. XX ст.
В Україні до них належать акватоли, акваніти, акванали, іфзаніти, карботоли, в США і Канаді — паурвекс, товекс, гідромекс, ДВА, айримайт, айригел та ін.
Застосовують для відкритих та підземних робіт в сухих і обводнених міцних гірських породах, де необхідна висока концентрація енергії вибуху. У залежності від вмісту і в'язкості желатини розрізняють в'язкотекучі (в'язкоплинні), драглисті та високов'язкі пластичні ВР, що містять воду. Використання цих ВР на окремих гірничих підприємствах досягає 20% від загального об'єму ВР.